# Pagodespreeuw
De pagodespreeuw (Sturnia pagodarum) is een spreeuwensoort uit het geslacht Sturnia, een geslacht van zangvogels uit de familie spreeuwen (Sturnidae). De soorten uit dit geslacht worden ook wel geplaatst in het geslacht Sturnus. Een studie uit 2008 wees echter uit dat Sturnus dan een polyfyletische groep vormde en dat daarom plaatsing in een eigen geslacht Sturnia meer voor de hand ligt.

## Kenmerken
De pagodespreeuw is 21,5 tot 23 cm lang; het is een roomkleurig tot oranje gekleurde spreeuw met zwart op de kop en een kuifje. De snavel is geel, aan de basis blauw. Rond het oog is een smalle ring van naakte huid die ook blauwachtig van kleur is. De kuif is bij het mannetje opvallender dan bij het vrouwtje.

## Verspreiding en leefgebied
Waarschijnlijk heeft de vogel de naam pagodespreeuw omdat rond tempels in Zuid-India deze spreeuw veel voorkomt. De vogel broedt in Nepal (niet hoger dan 3000 m boven de zeespiegel) en India en komt in Sri Lanka voor als wintergast. Het is een vogel van verschillende soorten landschappen zoals droge bossen, struwelen en cultuurland in de buurt van menselijke bewoning. Buiten de broedtijd leeft de vogel in groepen, vaak met andere soorten spreeuwen en parkieten.
De pagodespreeuw wordt ook als volièrevogel gehouden.

## Foto's

Pagodespreeuwen gefotografeerd in Andhra Pradesh, Haryana en Bharatpur (India)
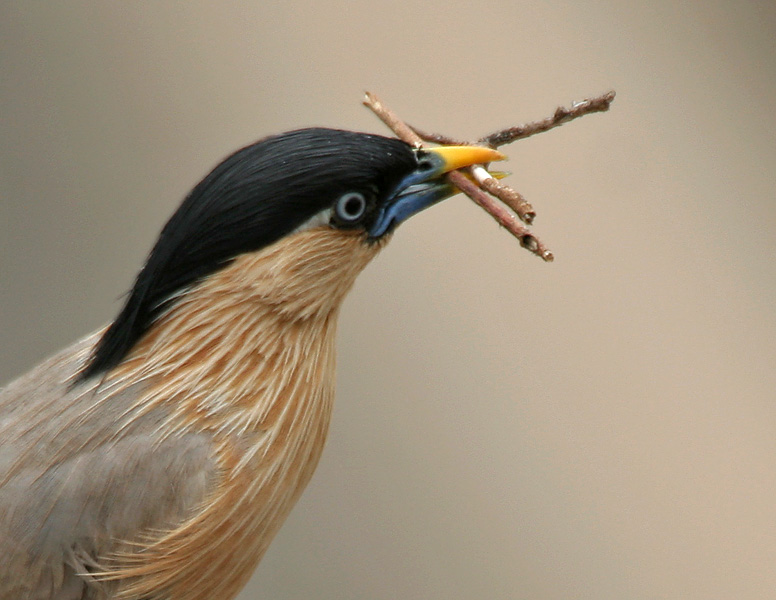
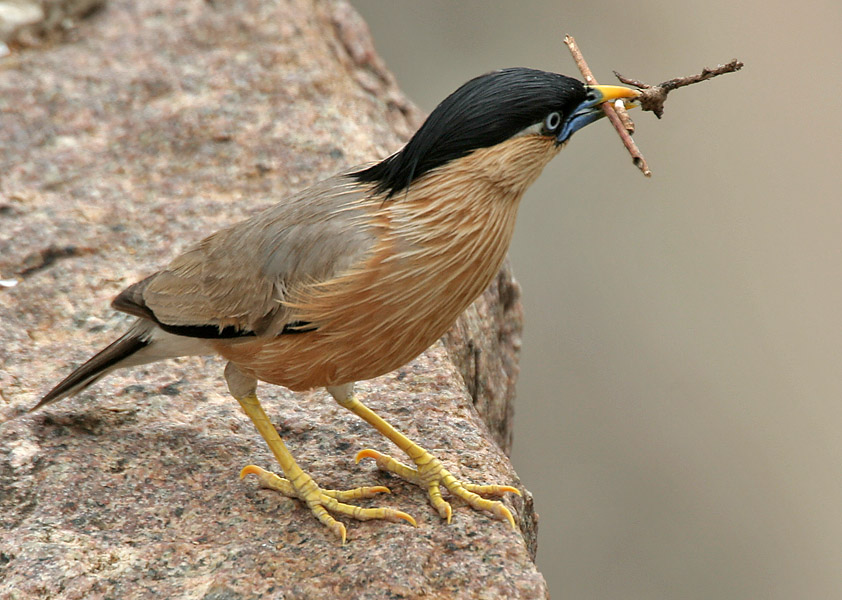
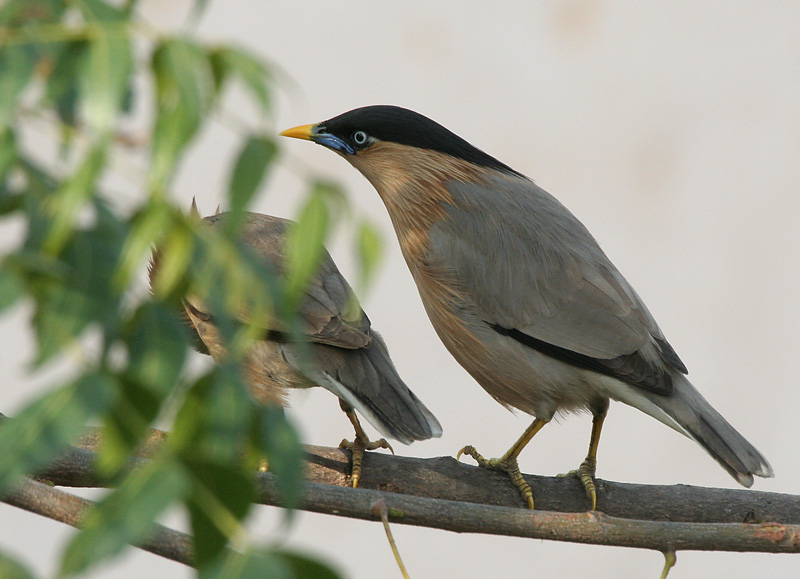
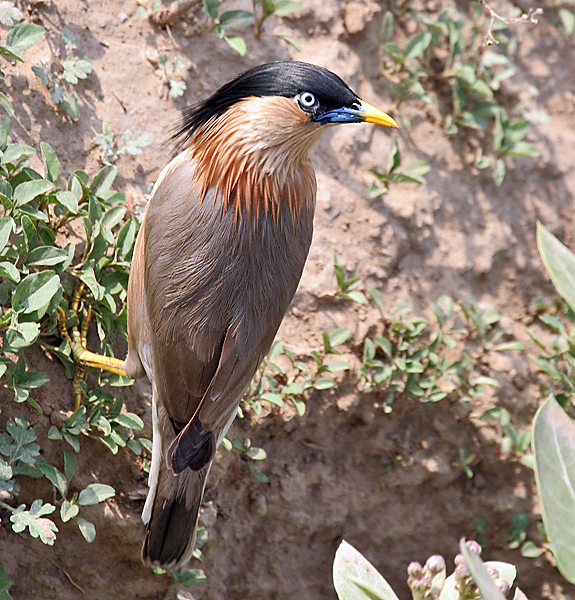
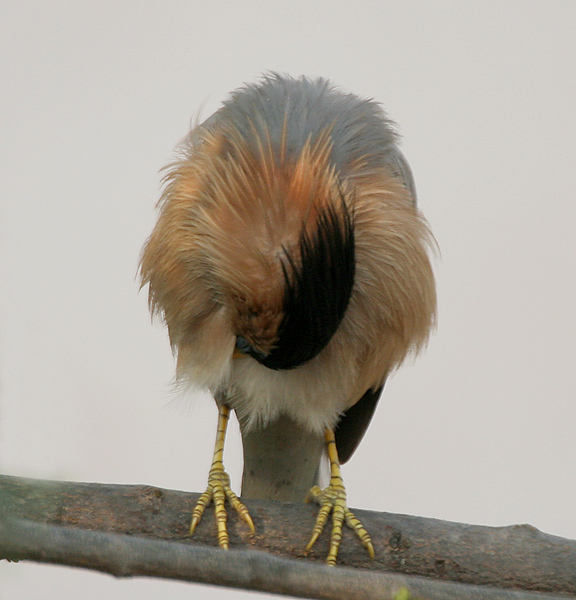
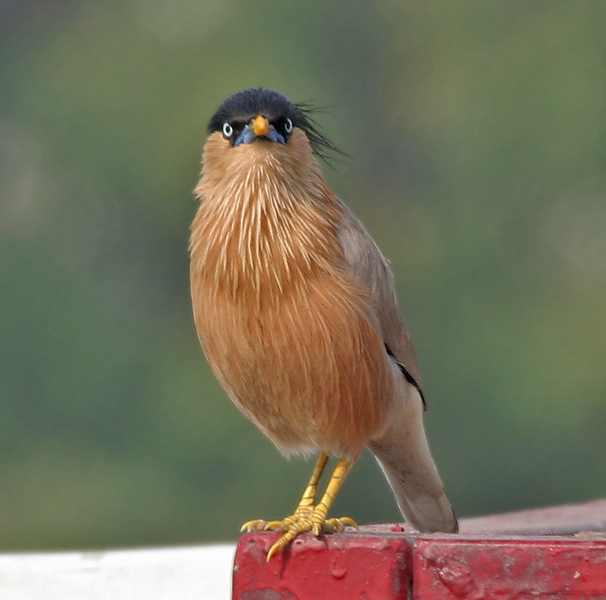
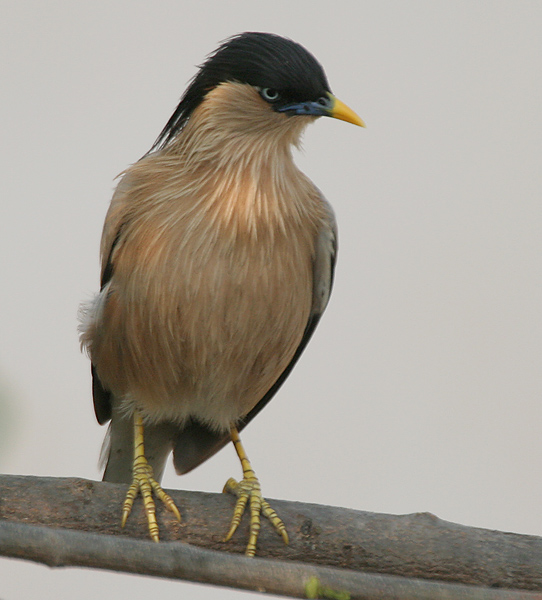
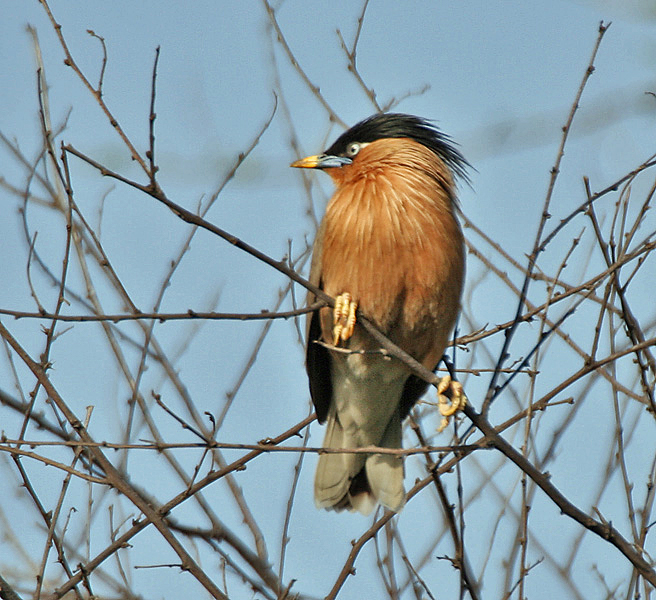
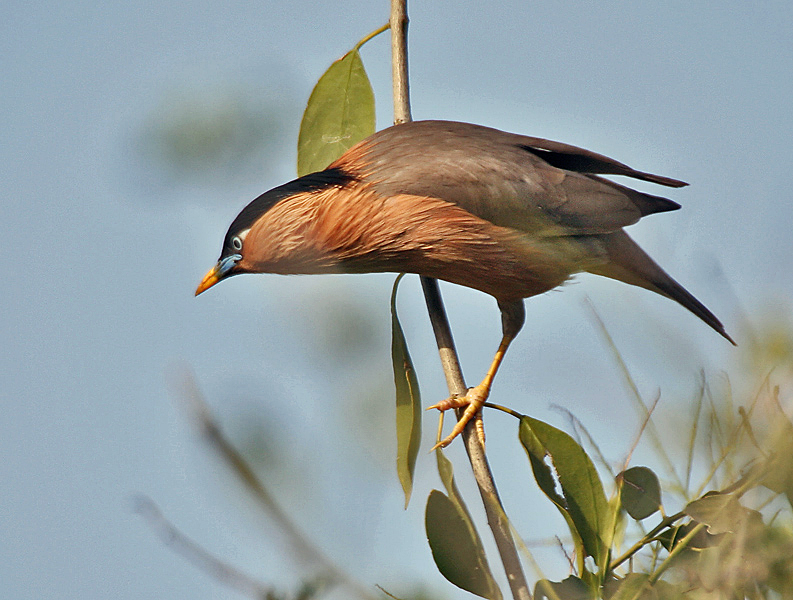